# Силахдар Јусуф-паша
Јусуф Машковић, познат и као Силахдар Јусуф-паша (тур. Silahdar Yusuf Paşa, рођен као Јосип Машковић; Врана, око 1604 — Истанбул, 21. јануар 1646) је био Османски везир и адмирал (Капудан-паша, велики адмирал Османске флоте). Постао је познат по освајању Ханија током Кандијског рата 1645. године.

## Биографија

### Порекло и младост
Јосип Машковић је рођен као Хришћанин највероватније око 1604. године, у Врани, градићу под Османском управом. Према Франи Дивнићу, Јусуф је био слуга Дурак-бега, док постоје извори да је Машковићев отац био слуга Халил-бега. Још као врло млад, узет је у службу код Османских муслиманских бегова, где је научио да пише и говори турски језик. Захваљујући својој памети, дошао је до службе у Османској престоници Истанбулу, где је упознао главног вратара царства, те је одлучио да ступи у Османску службу у Истанбулу. Тамо је био дрвосеча у палати, затим помоћник вртлара, па после је био и сам вртлар. Тадашњи султан Мурат IV, који је уклонио све могуће друге наследнике, поштедио је једино брата Ибрахима те га је заробио. Између вртлара Машковића и заробљеног великодостојника се развило пријатељство. Наводно му је Јусуф помагао доносећи му свежу храну и воду и терајући му досаду причом и песмом.
Када је 1640. године умро султан Мурат, његов брат Ибрахим је постао следећи султан, па је поставио Јусуфа за Силахдар-пашу, односно дворског оружника. Стекавши поверење султана Ибрахима, ступио је у поморску службу и брзо напредовао. Услед задобијене моћи и богатства, почео је градњу великог Хана у својој родној Врани. 1644. године именован је за Капудан-пашу, главног адмирала Османске флоте. У Кандијском рату 1645−1669, успео је да освоји Ханију и тако стекне још већи углед. Након повратка у Истанбул 1645. године, оженио је султанију Фатму, ћерку султана Ибрахима. Добио је и палату Ибрахим-паше као резиденцију.
Упркос војним победама и задобијеном утицају, а због клевета и дворских сплетки великог везира Мехмед-паше, изгубио је поверење султана Ибрахима, који га је потом погубио 21. јануара 1646. године.